# Детегледачки в акция
„Детегледачки в акция“ (на английски: Adventures in Babysitting) е американски приключенски комедиен телевизионен филм на режисьора Джон Шулц, сценарият е на Тифани Полсън и участват Сабрина Карпентър и София Карсън. Той е римейк на филма „Приключенията на бавачката“ през 1987 г. Премиерата на филма е излъчена по Disney Channel в САЩ и Канада на 24 юни 2016 г., и е 100-ният оригинален филм на Disney Channel.

## Актьорски състав
- Сабрина Карпентър – Джени Паркър
- София Карсън – Лола Перез
- Ники Хан – Емили Купър
- Малъри Джеймс Махони – Кейти Купър
- Макс Гекоуетс – Трей Андерсън
- Джет Юргенсмейър – Боби Андерсън
- Мадисън Хорчър – Ей Джей Андерсън
- Кевин Куин – Зак Чейз
- Джилиън Вигман – Хелън Андерсън
- Габриел Милър – Дона Купър
- Майкъл Норти – Тайни
- Кен Лаусън – Скалпър
- Макс Лойд-Джоунс – Полицай Джеймс
- Кевин О'Грейди – Бари Купър
- Хюго Атео – Хал Андерсън

## В България
В България филмът е излъчен на 20 юни 2016 г. по локалната версия на Дисни Ченъл с нахсинхронен дублаж на български език, записан в студио „Александра Аудио“. Екипът се състои от:
| Изпълнителен продуцент | Васил Новаков |
| Преводач               | Весела Николова |
| Озвучаващи артисти     | Ралица Стоянова Ива Стоянова Златина Тасева Мина Костова Светлана Смолева Илиян Михайлов Константин Каракостов Наско Чоков Здравко Димитров Момчил Степанов |
| Тонрежисьор            | Георги Тончев |
| Режисьор на дублажа    | Василка Сугарева |